# 范宣德
范宣德（英語： 1900年8月19日—1972年12月3日）美国外交官，堪萨斯州人，中国通，歷任美國國務院遠東事務局（Bureau of Far Eastern Affairs）局長、美國駐中華民國重慶大使館參事、美國駐瑞士公使等職。

## 生平
1900年出生于堪萨斯州，1923年毕业于莫瑟尔大学。1924年来中国，在长沙领事馆任职。1930年后，曾经担任美军观察组成员，曾先后在中国长沙、汉口、汕头、北京、济南、沈阳、南京、大连任职，1935年奉调回国。1941年再度来华，任上海领事，不久调任大使馆一等秘书，第二年升参赞，一度暂代馆务。1944年回国任国务院中国科科长。1947年任驻瑞士公使，后又回国务院任远东司司长。1951年美国通过的麦卡锡法案，因被麦卡锡指控是共产党而辞职。著有《在华治外法权制度:最终的状态》。

## 资源
- Gary May, China Scapegoat: The Diplomatic Ordeal of John Carter Vincent (Washington, DC: New Republic Books, 1979).